# George Krendich
 (mars 2019).
Si vous disposez d'ouvrages ou d'articles de référence ou si vous connaissez des sites web de qualité traitant du thème abordé ici, merci de compléter l'article en donnant les références utiles à sa vérifiabilité et en les liant à la section « Notes et références ».
George William Krendich (né le 7 septembre 1923 à Akron, dans l'Ohio – mort le 20 septembre 1953 dans le comté de Dunn, au Dakota du Nord) est un criminel américain qui fut placé en 1953 sur la liste des dix fugitifs les plus recherchées par le FBI.
Fils d'immigrés serbes, vétéran de la Seconde Guerre mondiale dans l'armée de l'air, Krendich tue très brutalement en avril 1951, sa fiancée Juanita Bailey, vingt-trois ans, qui est enceinte ; le corps de la victime est retrouvé deux semaines plus tard dans un ruisseau (Turtle Creek) près d'Augusta dans le Kentucky, avec des poids de fer attachés autour de son cou et de sa jambe gauche. Suspecté la même année, risquant la peine de mort, Krendich devient un fugitif. En juillet 1953, toujours activement recherché, il est inséré dans la liste des dix fugitifs les plus recherchés du FBI.
En octobre 1953, son corps décomposé est découvert par des chasseurs à l'intérieur d'une jeep stationnée dans une zone boisée du comté de Dunn, dans le Dakota du Nord. Selon les médecins légistes, Kendrich se serait donné la mort trois semaines plus tôt en s'intoxicant au monoxyde de carbone à l'intérieur du véhicule.